# 列奥米尔-塞瓦斯托波尔站
列奥米尔-塞瓦斯托波爾站（法語：Réaumur - Sébastopol）是巴黎地鐵的一個車站，位於巴黎二區。列奥米尔-塞瓦斯托波爾站是3號線和4號線的交會車站。列奥米尔-塞瓦斯托波爾站開業於1904年11月19日，開業時名稱是「聖但尼路站」（Rue Saint-Denis）。该站于1907年10月15日更名为现在的名称，其取自列奥米尔路和塞瓦斯托波尔大道，二者分别以法国科学家列奥米尔和克里米亚的港湾都市塞瓦斯托波尔命名。

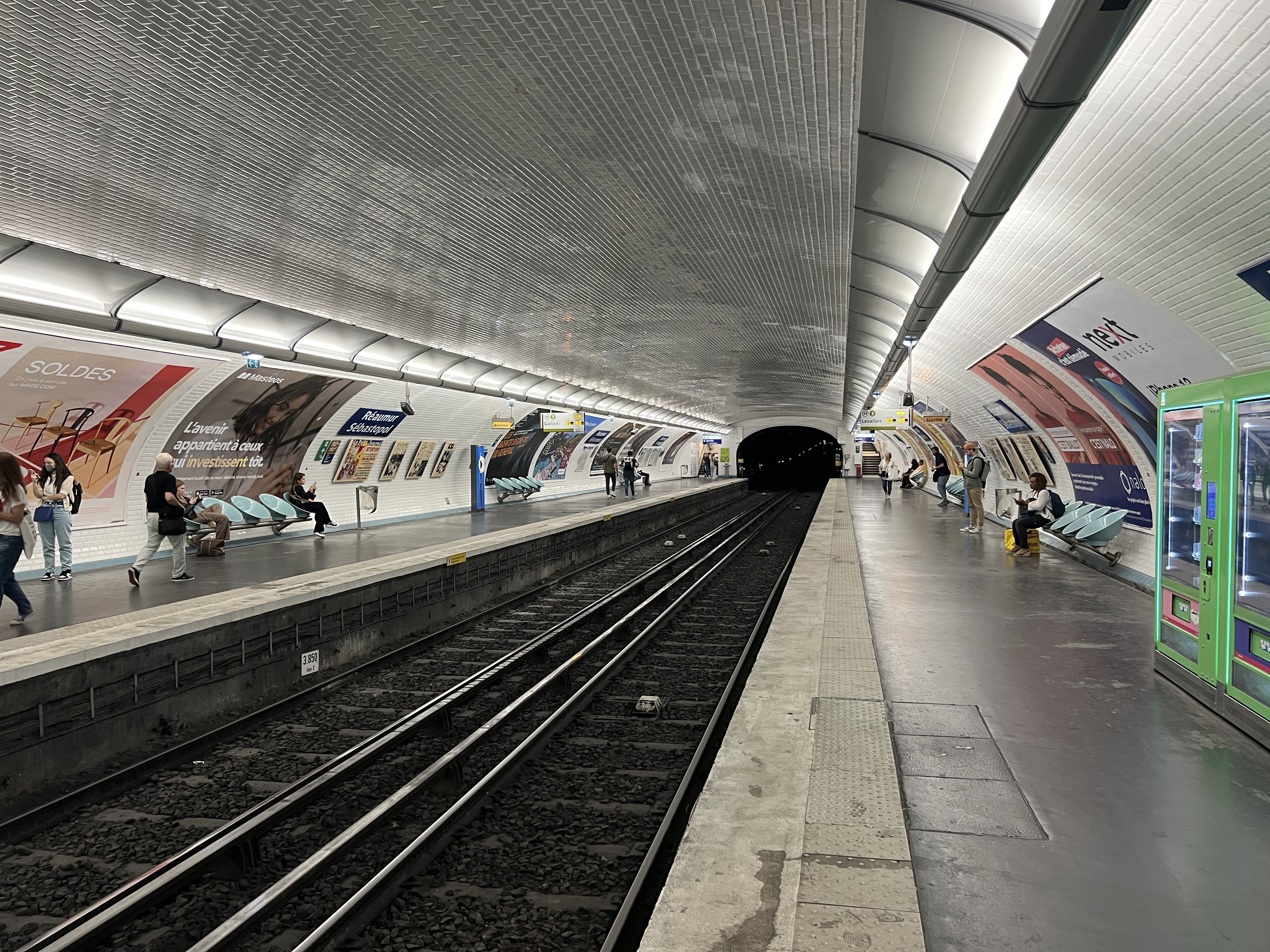
3號線月台 (2022年6月)

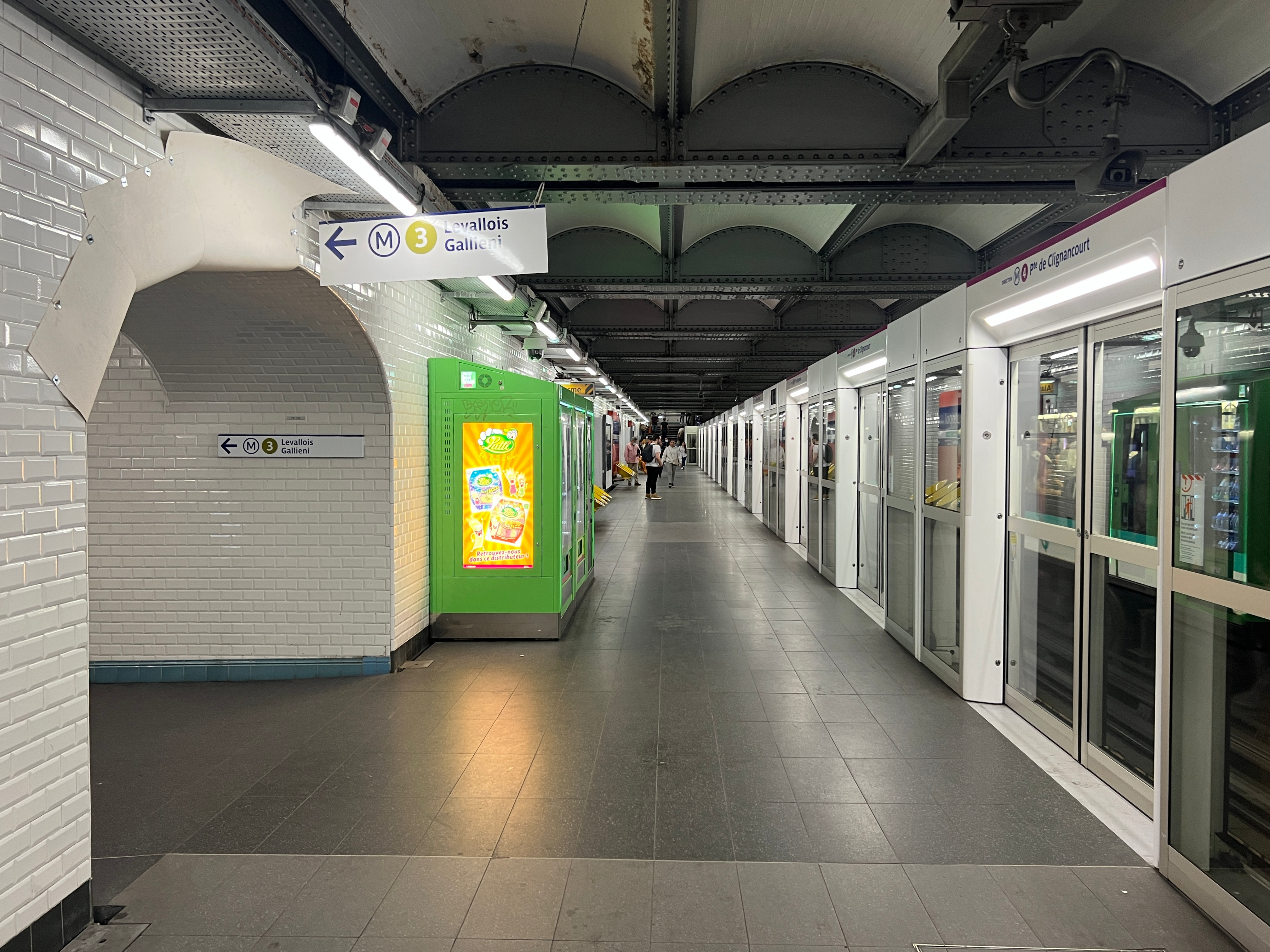
4號線月台 (2022年6月)

## 車站結構
| 街道層    |                    |                                       |
| B1        | 月台連接夾層       |                                       |
| 3號線月台 | 側式月台，右側開門 | 側式月台，右側開門                    |
| 3號線月台 | 西行               | 往勒瓦盧瓦橋-培根（小路）             |
| 3號線月台 | 東行               | 往加列尼（工藝美術館）                |
| 3號線月台 | 側式月台，右側開門 |                                       |
| 4號線月台 | 側式月台，右側開門 | 側式月台，右側開門                    |
| 4號線月台 | 北行               | 往克里尼昂古門（斯特拉斯堡-聖德尼）   |
| 4號線月台 | 南行               | 往巴涅-露西·奧布拉克（埃蒂安·馬塞爾） |
| 4號線月台 | 側式月台，右側開門 |                                       |